# Joachim Boosfeld
Joachim Boosfeld (1 de junho de 1922 -) foi um oficial alemão que serviu durante a Segunda Guerra Mundial. Foi condecorado com a Cruz de Cavaleiro da Cruz de Ferro.

## Condecorações
- Cruz de Ferro (1939)
  - 2ª classe (1 de dezembro de 1941)
  - 1ª classe (30 de março de 1942)
- Distintivo de Ferido em Preto
- Distintivo de Assalto Geral
- Medalha Oriental
- Cruz Germânica em Ouro (30 de dezembro de 1944)
- Insígnia de Combate Corpo a Corpo
  - em Bronze
  - em Prata
  - em Ouro (21 de fevereiro de 1945) por 57 dias em combate corpo a corpo[2]
- Cruz de Cavaleiro da Cruz de Ferro (21 de fevereiro de 1945)

## Promoções
Waffen-SS
- 1 de dezembro de 1941 – Untersturmführer (segundo-tenente)
- novembro de 1943 – Obersturmführer (primeiro-tenente)
- ?       – Hauptsturmführer (capitão)

Bundeswehr
- 1956 – Hauptmann (capitão)
- ? – Major
- ? – Oberst (coronel)